# Baie-Sainte-Catherine
Baie-Sainte-Catherine est une municipalité du Québec située dans la MRC de Charlevoix-Est dans la région de la Capitale-Nationale. Elle est au confluent du Saguenay et du fleuve Saint-Laurent.

## Toponymie
Bien que son nom puisse faire référence à Catherine de Sienne, docteur de l'Église, il tire son origine du naufrage du navire La Catherine survenu en 1686.

## Histoire
La municipalité de Baie-Sainte-Catherine existe depuis 1903, mais les premiers habitants de l'endroit sont venus s'installer vers 1850. À l'époque, la population, vivant de chasse, de pêche et d'agriculture, habitait sur la Pointe-aux-Alouettes, auparavant lieu de vacances de quelques prêtres. C'est au début du XXe siècle qu'un moulin à scie s'implante dans le village ; cependant il ne fonctionne que pendant neuf ans. Ce n'est que depuis peu, avec les excursions d'observation des baleines, que la municipalité peut s'appuyer sur un secteur économique d'importance.

### Grande Alliance
Bien avant que la municipalité soit fondée, des rencontres ayant marqué l'histoire du Canada ont eu lieu. Le 27 mai 1603, au nom du Roi Henri IV, François Gravé du Pont et Samuel de Champlain concluent un traité avec le chef montagnais Anadabijou, allié des Etchemins et les Algonquins, leur permettant de peupler leurs territoires en échange d'une protection militaire. Cette alliance est le premier traité Franco-Amérindien du Nouveau Monde, et a permis la colonisation de la Nouvelle-France et de l'Amérique du Nord. Il a eu lieu sur le territoire de la Pointe aux Alouettes à Baie Sainte-Catherine.
Dans la continuité des alliances, Samuel de Champlain s'entretient en 1633 à Trois-Rivières avec le chef Capitanal. La Relations des jésuites du père Paul Le Jeune rapporte : « La conclusion fut que le sieur de Champlain leur dit,  quand cette grande maison sera faite, alors nos garçons se marieront à vos filles, & nous ne serons plus qu'un peuple. » ; Champlain parle de la naissance de la Nation métisse en Nouvelle-France.
Grâce à une démarche de M. Jacques Martin, le territoire de la Pointe aux Alouettes est inscrit depuis 2008, au Répertoire du patrimoine culturel du Québec, aussi toute la portion de la route 138 qui traverse le territoire de Baie Ste-Catherine se nomme maintenant la route de la Grande-Alliance, le nom qui a été choisi par M.Martin pour faire connaître le premier traité du Nouveau Monde.

### Baleiniers et pêcheurs
Sur la montagne, à l'entrée du Fjord du Saguenay, le Père Laurent Cosgrove venu de France après la guerre 1939-45, a élevé une statue de la Vierge Marie, avec le vocable de Notre Dame de l'Espace, et cela pour la paix dans le monde.
Comme l'endroit est situé à l'embouchure de la rivière Saguenay et sur le bord du fleuve Saint-Laurent, Baie-Sainte-Catherine était également prisée par les pêcheurs. Pendant près d'une cinquantaine d'années, à la fin du XVIe siècle et au début du XVIIe siècle, des Basques chassaient la baleine et pêchaient la morue. Ces produits étaient très rentables en Europe.

## Pointe-aux-Alouettes
Sur une pointe nommée Pointe-aux-Alouettes, on retrouve un ensemble de bâtiments en bois comprenant une chapelle construite en 1875, deux maisons et une maison isolée, datant de la fin du XIXe siècle. On retrouve également un cimetière aménagé en 1865, nommé Saint-Firmin jusqu'en 1908, et restauré d'après les originaux en 1979. Le site a été déclaré patrimonial en 2008. En 2017, le Gouvernement du Québec se porte acquéreur des lieux qui appartenaient au Séminaire de Chicoutimi afin d'en favoriser la mise en valeur.

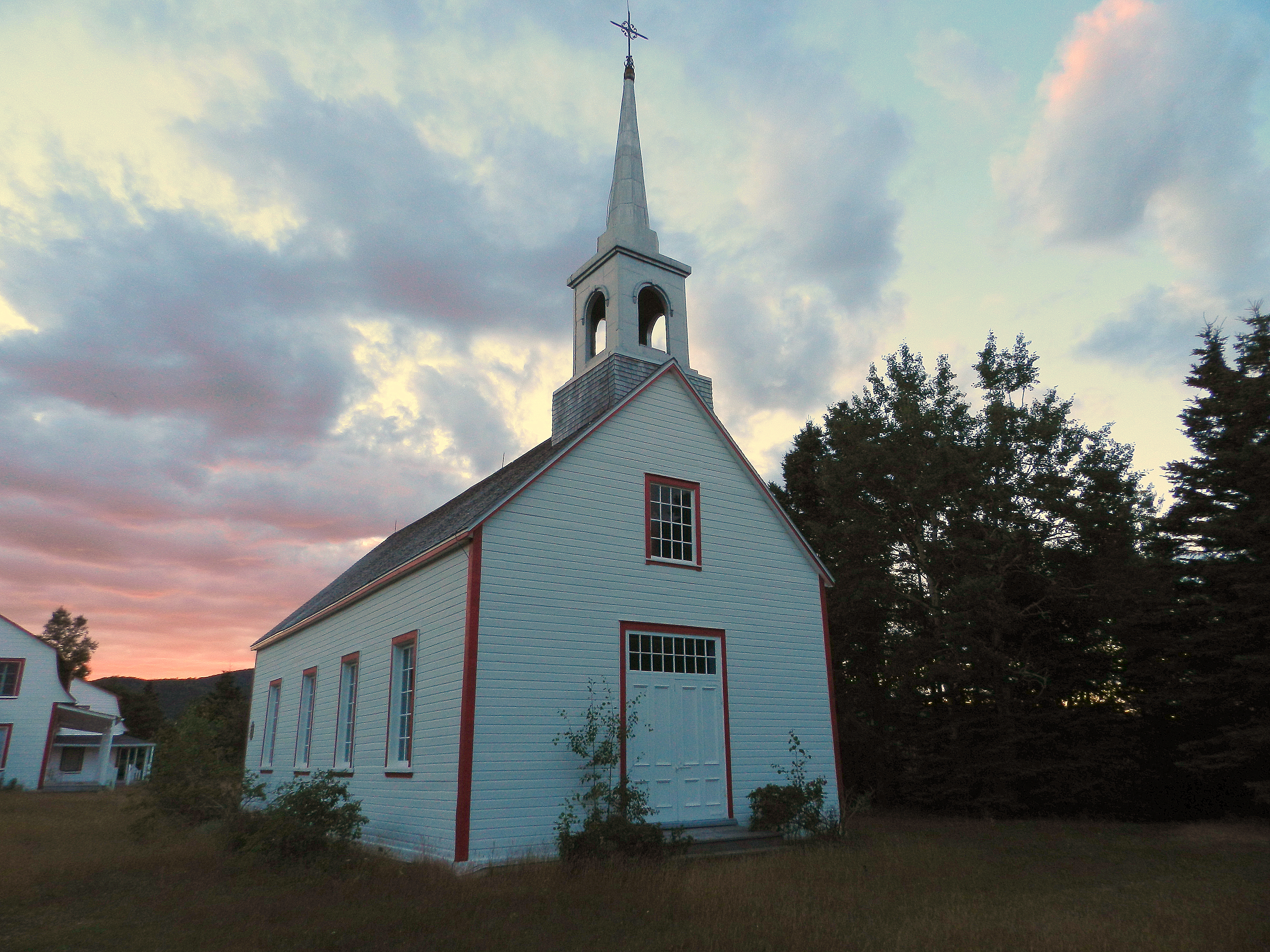
La chapelle.
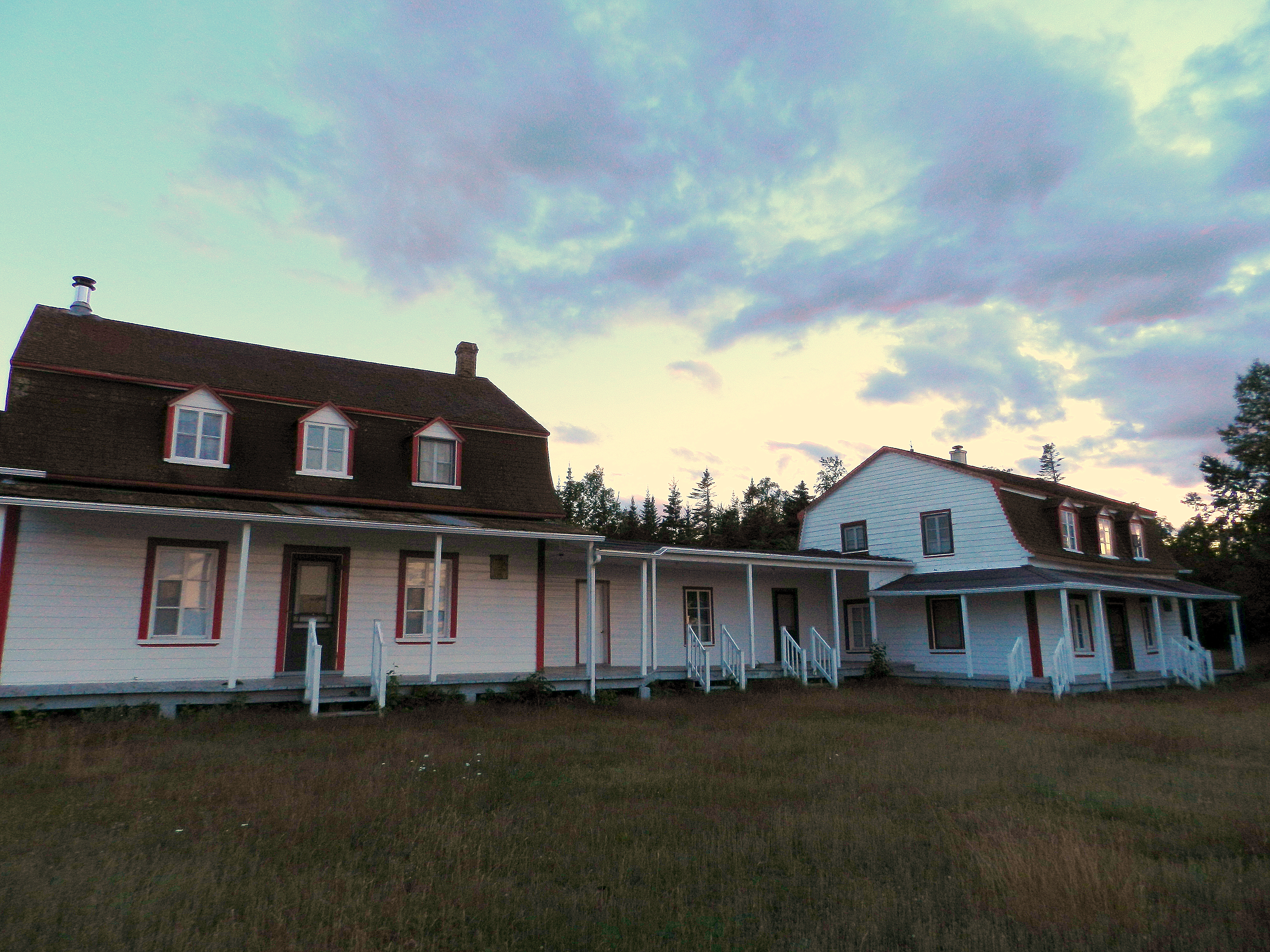
Les bâtiments.
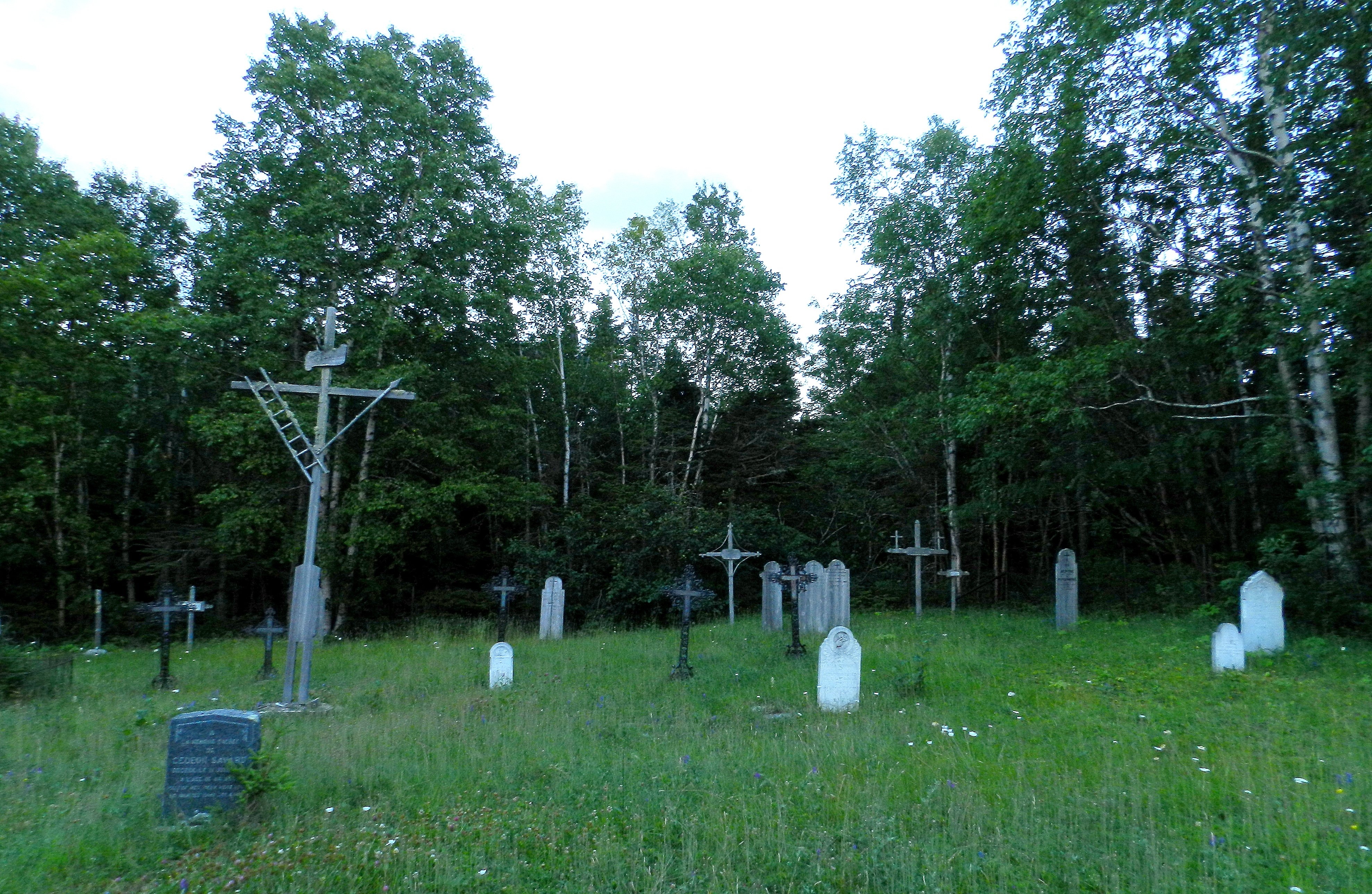
Le cimetière.

## Géographie
Son territoire de 416,9 km2 est situé sur la rive nord du moyen estuaire du Saint-Laurent.
À partir du lac aux Canards, dans la zec Buteux–Bas-Saguenay, la rivière aux Canards traverse la municipalité du nord-ouest vers le sud-est jusqu'à son embouchure dans l'estuaire.

## Démographie
| 1996 | 2001 | 2006 | 2011 | 2016 | 2021 |
| ---- | ---- | ---- | ---- | ---- | ---- |
| 295  | 273  | 227  | 204  | 206  | 184  |

## Administration
Les élections municipales se font en bloc pour le maire et les six conseillers.
| Baie-Sainte-Catherine Maires depuis 2003                                                                             |                  |         |          |
| Élection | Maire            | Qualité | Résultat |
| 2003 | Jacques Martin   |         | Voir     |
| 2005 | Donald Kenny     |         | Voir     |
| 2006 | Albert Boulianne |         | Voir     |
| 2009 | Albert Boulianne | Voir    |          |
| 2013 | Donald Kenny (2) |         | Voir     |
| 2017 | Donald Kenny (2) | Voir    |          |
| 2021 | Donald Kenny (2) | Voir    |          |
| Élection partielle en italique Depuis 2005, les élections sont simultanées dans toutes les municipalités québécoises |                  |         |          |

## Traversier
Un service de traversiers gratuit relie Baie-Sainte-Catherine à Tadoussac.